# Suada albinus
Suada albinus är en fjärilsart som beskrevs av Semper 1892. Suada albinus ingår i släktet Suada och familjen tjockhuvuden. Inga underarter finns listade i Catalogue of Life.